# 16794 Cucullia
16794 Cucullia è un asteroide della fascia principale. Scoperto nel 1997, presenta un'orbita caratterizzata da un semiasse maggiore pari a 3,2196022 UA e da un'eccentricità di 0,1642238, inclinata di 19,16960° rispetto all'eclittica.